# Steamboat Willie
Steamboat Willie ist der erste vertonte, öffentlich aufgeführte Disney-Zeichentrickfilm mit der Cartoonfigur Micky Maus aus dem Jahr 1928.
Nachdem Walt Disney zuvor schon zwei Stummfilme mit Micky Maus produziert hatte, setzte er bei Steamboat Willie erstmals die Möglichkeiten des Tonfilms ein. Am 18. November 1928 wurde der Film uraufgeführt. Die beiden Stummfilme wurden nachvertont und anschließend veröffentlicht. Es war der erste offizielle Trickfilmauftritt von Micky Maus. Regie und Drehbuch wurden von Walt Disney und Ub Iwerks übernommen, die Musik stammt von Wilfred Jackson (und nicht, wie oft angenommen, von Carl Stalling) und besteht aus populären Folkloresongs wie Steamboat Bill (der auch die Inspiration für den Titel war) und Turkey in the Straw.

## Handlung
Micky arbeitet unter dem Kapitän Karlo auf dem Dampfer „Willie“. Er steht fröhlich pfeifend auf der Brücke und steuert das Schiff, bis Karlo ihn wütend fortjagt und selber das Ruder übernimmt. Als Micky ihm empört die Zunge rausstreckt, will Karlo die Maus mit einem Fußtritt die Treppe hinab befördern, tritt sich aber nur selbst. Micky wiederum kann zwar ausweichen, purzelt aber die Stufen hinab und landet in einem vollen Putzeimer. Karlos Papagei lacht ihn dafür aus. Wenig später nehmen sie an einer Anlegestelle eine Kuh sowie verschiedene Farmtiere als Fracht auf. Kurz nachdem sie wieder abgelegt haben, erscheint Minnie am Ufer, kann aber das Boot nicht mehr erreichen. Sie rennt am Ufer entlang und Micky gelingt es, sie mit Hilfe eines Krans aufs Boot zu hieven. Dabei verliert Minnie sowohl die Notenblätter zum Lied Turkey in the Straw, wie auch eine kleine Gitarre. Beides wird von einer Ziege gefressen, wobei Micky noch versucht, die Gitarre zu retten. Minnie dreht daraufhin am Schwanz der Ziege, die sogleich wie ein Phonograph das gewünschte Lied „abspielt“. Micky trommelt dazu auf diversen Küchenutensilien und gebraucht die Tiere als „Instrumente“: So nutzt er unter anderem die Zähne der Kuh, um darauf Xylophon zu spielen, eine Gans wird kurzerhand als Tröte zweckentfremdet. Von diesem „Lärm“ gestört, scheucht Karlo die beiden Mäuse auf und verdonnert Micky zum Kartoffelschälen. Sein Papagei macht sich auch darüber lustig und wird kurzerhand von Micky mit einer Kartoffel abgeworfen, worauf Micky zum Schluss selber lacht.

## Ton im Zeichentrickfilm
Steamboat Willie wird zu Unrecht oft als erster Trickfilm mit Ton bezeichnet. Dabei wurden bereits ab 1924 Cartoons mit Ton produziert und veröffentlicht, darunter Max Fleischers My Old Kentucky Home (1926) und Paul Terrys Dinner Time (1928). Steamboat Willie war aber der erste dieser Filme, der ein größeres Publikum erreichte. Für die Synchronisierung der künstlich geschaffenen Tonaufnahme mit den Bildern eines Zeichentrickfilms wurde von Disneys Studio ein spezielles Produktionsverfahren entwickelt, das dem Unternehmen für mehrere Jahre einen technischen Vorsprung sicherte.

## Aufführung in Deutschland
Nachdem bereits ab 1927 Disneys frühere Oswald- und Alice-Trickfilme in Deutschland aufgeführt worden waren, kamen ab 1930 auch die Micky-Maus-Filme in die deutschen Kinos. Steamboat Willie durchlief unter dem Namen Ein Schiff streicht durch die Wellen am 11. Februar 1930 die Filmprüfstelle Berlin.
Erst 1999 wurde der Cartoon in Deutschland über die VHS-Serie Mickys größte Hits veröffentlicht, diesmal unter seinem Originaltitel. Auf DVD ist der Film 2009 in der Reihe Walt Disney Kostbarkeiten – Micky Maus in schwarz-weiß – Volume 1: 1928–1935 erschienen.
Am 17. Januar 2014 war Steamboat Willie der erste Zeichentrickfilm, der auf dem neuen Fernsehsender Disney Channel (Deutschland) gezeigt wurde.

## Urheberrechts-Kontroverse
Das Copyright an dem Film stand schon mehrfach (1953, 1984, 2003) kurz vor dem Auslaufen, so dass das Werk anschließend gemeinfrei gewesen wäre. Jedes Mal gelang es dem Walt-Disney-Konzern, mit Hilfe des US-Kongresses eine Verlängerung zu erwirken, so dass das Copyright noch bis einschließlich 2023 gültig war. Dies hat dem Konzern nicht nur Lobbyismus-Vorwürfe eingebracht, sondern auch einige Nachforschungen darüber ausgelöst, ob die ursprüngliche Copyright-Verlängerung überhaupt juristisch korrekt war. Zwei Untersuchungen von 1999 und 2003 kamen zu dem Schluss, dass der Film längst gemeinfrei sei, was vom Walt-Disney-Konzern bestritten wurde.
Seit dem 1. Januar 2024 ist der Kurzfilm in den Vereinigten Staaten gemeinfrei und darf von jedem verwendet werden, jedoch ist die kommerzielle Nutzung eingeschränkt. Nach deutschem Recht ist das Werk bis 2042 geschützt, da das Urheberrecht erst 70 Jahre nach dem Tod des zuletzt verstorbenen Urhebers, in diesem Fall Ub Iwerks, erlischt. Deutschland räumt Werken aus den USA aufgrund des fortgeltenden Urheberrechtsübereinkommen zwischen dem Deutschen Reich und den USA von 1892 die Inländerbehandlung ein. Dies gilt ähnlich auch für andere europäische Staaten, die ein vergleichbares Abkommen mit den USA geschlossen haben.

## Rezeption
Die Handlung wurde im Laufe der Zeit immer wieder aufgenommen und teilweise parodiert. In einem Band der Lustiges-Taschenbuch-Reihe (Nr. 267) wird eine Geschichte als Nachruf auf den Film veröffentlicht. Auch wurde der Film in der Fernsehserie Die Simpsons von Itchy & Scratchy parodiert.
Das von der Ziege „gespielte“ Lied Turkey in the Straw war 1935 in Mickey Mouse and Friends: Band Concert erneut zu hören, diesmal spielte es Donald Duck auf seiner Flöte. Im Buch The Green Mile von Stephen King heißt die Maus von Block E zunächst „Steamboat Willie“ und wird erst später von Eduard Delacroix „Mr. Jingles“ genannt. In der Episode Wie man ein Ober wird (How to be a Waiter) aus der Serie Neue Micky Maus Geschichten wurde Steamboat Willie ebenfalls aufgegriffen. Auf der Suche nach dem richtigen Film versucht sich Goofy im Stummfilm Steamboat Goofy. In der Anfangsszene wurden Micky und Minnie durch Goofy und Klarabella ersetzt. Abgesehen davon, dass nicht Micky Maus, sondern Goofy das Dampfschiff steuert und dazu pfeift, beginnt der Film wie gewohnt. Danach jedoch kollidiert „Steamboat Goofy“ mit „Steamboat Willie“. Nachdem sich Micky Maus beschwert hat, geht Goofys Schiff unter. Ein Ausschnitt aus Steamboat Willie wird im Vorspann von Produktionen der Walt Disney Animation Studios als animiertes Logo gezeigt.
1998 wurde Steamboat Willie in das National Film Registry aufgenommen.
Im Februar 2019 hat Lego das Schiff als Set herausgebracht. 2021 erschien im Sortiment von Hot Wheels ein Modell des Schiffes.
Im Musikvideo zum Song I'm a Rat der kalifornischen Punk-Band NOFX, das im März 2024 erschien, parodiert die Punk-Rock-Band den Zeichentrickfilm mit schwarz-weißen Maus-Puppen unter dem Titel Steamboat Fatty.